# Microsoft Windows 7
Windows 7（ウィンドウズ セブン）は、マイクロソフトが2009年にリリースした、Windowsシリーズに属するパーソナルコンピュータ用のオペレーティングシステム (OS) である。2009年7月22日に開発が完了し、2009年9月1日にボリューム ライセンス契約者へ提供が開始され、2009年10月22日に一般発売を開始し、2020年1月14日（日本時間2020年1月15日）をもって延長サポートが終了。
StatCounterが調査したWindowsバージョン別シェアによると、2025年4月時点のWindows 7のシェアは2.4%である。

## 概要
Windows Vista の後継版としてリリースされ、Vista を基盤にしてカーネル設計やコンポーネント化のモデルの改良が行われている。
製品名の中の「 7 」は、Windows 1.0 / Windows 2.x / Windows 3.x（および Windows NT 3.x）/ 4.x（Windows 95、Windows 98、Windows 98 Second Edition、Windows Me、Windows NT 4.0）/ 5.x（Windows 2000、Windows XP）/ 6.0 (Windows Vista) に続く7番目のクライアント向けのメジャーリリースであることに由来している。
なお、内部的なバージョン番号は 6.1 であり、7.0 ではない。これは前述の通り、Windows 7 には Windows Vista を基に改良したカーネルが使用されており、新規開発は行われていないこと、および互換性確保などの理由による措置である。
Windows 7とWindows Server 2008 R2は、同一のソースコードからビルドされている。

## 主な特徴

### アプリケーション
電卓
プログラマ用と統計用のモードが追加され、日付の計算や単位の変換、燃費やローンの計算などが以前よりもわかりやすく扱えるようになった。Windows 95からWindows Vistaまで採用されていた外観は一新された。
XPS ビューアー
XPS ドキュメントを閲覧するもので、Windows Vistaでは別個で提供されていたが、Windows 7では標準で含まれた。
Windows PowerShell
Windows 7からクライアント向けでは初めて標準で含まれた。Windows PowerShell 2.0はコマンドラインだけではなく、Integrated Scripting Environment (ISE) と呼ぶグラフィカルユーザインタフェース (GUI) を用いてのコマンドの実行、スクリプトの作成、編集、テスト、デバッグ、実行を行うことが可能になった。
Windows デスクトップ ガジェット
Windowsサイドバーが削除され、ガジェットをデスクトップ上に配置するように変更された。
削除されたアプリケーション
Windows メールやWindows フォト ギャラリー、Windows ムービー メーカーが削除された。ユーザーは必要に応じてWindows Essentialsの各ソフトウェアを利用する方式となった。

### グラフィックス
DirectX
Direct3D 11が含まれた。GDIとGDI+に代わる高品質かつ高速に処理することができるAPIとしてDirect2DとDirectWriteが含まれた。GPUを汎用計算資源として利用するためのAPIとしてDirectComputeが含まれた。
調整アプリケーション
ClearTypeの調整を行うClearType チューナーと、画面の色の調整を行うアプリケーションが含まれた。ClearType チューナーは以前からマイクロソフトがインターネット上で公開していた。また、画面の色の調整を行うには Adobe Gamma などを入手する必要があった。
Desktop Window Manager
Desktop Window Managerの再設計が行われた。Direct3D 10.1を基にし、Windows Display Driver Model (WDDM) 1.1 対応のグラフィックスドライバを使用している場合にはWDDM 1.0に比べDesktop Window Managerによるメモリ消費量を50%削減した。

### シェルとユーザインタフェース

#### ウィンドウ操作
Aero Snap
デスクトップの端にウィンドウを移動することでウィンドウをリサイズする機能。ウィンドウの閲覧や整理、比較を行う場合に利用する。
Aero Shake
ウィンドウを上下左右方向いずれかに振ることによる、（他の）非アクティブ ウィンドウすべての最小化と復元を行う機能。開いているウィンドウを単一にしたい場合とその復元に利用する。

#### シェル
Windows タッチ
マルチ タッチに対応するAPI「Windows タッチ」が含まれた。
ライブラリ
ライブラリはコンピュータやネットワークに分散したファイルに簡単にアクセスできるようにするための機能で、標準でドキュメント、ピクチャ、ビデオ、ミュージック フォルダーが用意されている。
Windows リボン
リボン ユーザーインターフェイスを実現するCOMコンポーネントベースのWindows Ribbon Frameworkが含まれ、ペイントとワードパッドのメニューとして採用された。Windows Liveシリーズや、Microsoft Officeのメニューにも使われている。
検索フェデレーション
OpenSearch 形式で記述されたosdxファイルの検索コネクタを登録することで、エクスプローラーで検索結果の一覧を得ることができる。

#### エクスプローラー
タスク バー
Windows 95以来拡張され続けたタスク バーが整理された。実行中・未実行問わずアプリケーションは標準でアイコン表示となり、これをスーパーバーと呼ぶ。実行中のアプリケーションのサムネイル プレビューも統合された。スーパーバーに対応していれば、アイコン上で進捗状況を表すことも可能となった。これを活用している例として、Internet Explorerでのファイル ダウンロード状況の表示がある。このほか、アプリケーションでアクセスの多い項目のリストや、お気に入りの項目、アプリケーション操作のコマンドなどのリストを扱うジャンプ リストに対応し、ショートカット操作が可能になった。
通知領域も常に表示するアイコンとそうではないアイコンをドラッグすることによって整理することが可能となった。
（タスクバーを右クリックし、新規ツールバーをクリック後に出てくる「フォルダーの選択」に「shell:quick launch」と入力すると、クイック起動バーが表示される。）
Aero プレビュー
タスク バー右端にある領域にカーソルを移動することで、開いているウィンドウを透明化し、デスクトップを表示することができ、デスクトップ上のファイルやガジェットを確認することができる。
スタート メニュー
クラシック メニューは廃止された。また、既定のプログラムのウェブブラウザと電子メールクライアントの表示も廃止された。電源ボタンの操作が1つになり（デフォルトはシャットダウン）、その他のオプションはリストとして集約された。

### セキュリティ
ユーザーアカウント制御
UAC の基準の変更が可能になった。Windows Vistaの水準を最高とし、初期設定では管理者ユーザーからのコントロールパネル設定変更等では確認が行われないように変更された。
BitLocker To Go
USBフラッシュドライブなどのリムーバブルメディアのデータの暗号化を行うもので、Enterprise、Ultimateエディションで対応している。
Windows ファイアウォール
Windows Vistaで導入された「セキュリティが強化された Windows ファイアウォール」を基に、複数のプロファイルを同時に利用することが可能となった。

### ネットワーク
- DirectAccess
- BranchCache
- HomeGroup
- IPv6

IPアドレス枯渇問題に対応するためIPv6を前提とする構成がデフォルトになっている。Windows XPでは、IPv6を有効化すると、IPv4での性能が低下することから、IPv6を有効化しないように勧告する意見があった。しかし、Windows 7に至っては、ホームグループなどでIPv6が有効であることを前提としていることから、逆にIPv6を常時有効にすることをマイクロソフトが推奨しており、IPv6を無効化した場合の動作については、保証できないとされている。
IPv6のグローバルアドレスが設定されていない場合、マイクロソフトが無償提供しているTeredoによる接続サービスによるトンネリングを自動設定する。
IPv4のグローバルアドレスが設定されている場合、マイクロソフトが無償提供している6to4による接続サービスによるトンネリングを自動設定する。
ただし、ホスト名のアドレス解決においてホストにリンクローカルアドレスまたは Teredoアドレスしか割り当てられていない場合、DNSクライアントサービスはIPv4用のAレコードに関するクエリだけを送信するためIPv6アドレスが取得できず、URLで直接IPv6アドレスを指定したりしない限り、指定した相手にIPv6で通信することはない。そのため、IPv6でインターネットを参照できる環境であっても、ホストにリンク ローカル アドレスまたは Teredo アドレスしか割り当てられていない場合、Internet ExplorerにIPv6のIPアドレスを持つサイトのURLをホスト名で指定しても、IPv6でアクセスすることはできない。この仕様は、IPv4を主に使用する環境での性能低下を回避するためのものである。

### パワーマネージメント
パワーマネージメントも機能が強化され、ノートPCにおける未使用時の画面の明るさの調節、未使用ポートの電源断、冷却ファンの設定に対応した。標準の電源設定ツールでは電源に関する分析と結果のレポート生成を行えるようになった。

### ファイルシステム
Virtual Hard Disk の対応
VHDをディスクドライブとして認識、マウントが可能になった。EnterpriseおよびUltimateエディションではVHDからのブートに対応した。
SSDへの最適化
SSDと認識したドライブでは Windows SuperFetch、自動デフラグ、Windows ReadyBoost は無効化される。Trim コマンドに対応し、効率よい IO 操作に対応した。
パーティショニングの変更
パーティションが無いディスクドライブへWindows 7をインストールする場合、ボリューム内の構成が自動的に行われ、ブート パーティションとシステム パーティションが分離されるようになった。ボリュームの先頭に第1パーティションとして100MBが確保されブート パーティションに割り当てられ、Windows Boot Managerとその関連ファイルが収められる。以降は第2パーティションとして確保されシステム パーティションに割り当てられる。このパーティション分離はBitLockerを使用する際に必要な構成であるが、Windows Anytime Upgradeに対応するために、BitLocker を備えないエディションであってもこの分離構成が行われる。デフォルト状態ではブート パーティションへはドライブレターが割り当てられず、システム パーティション以降へCから順次割り当てられるため、一般的な利用者がブート パーティションを意識する機会は少ない。

### マルチメディア
Media Foundation
Media Foundationで標準で対応するフォーマットとして新たにH.264、AVI、AACなどが追加された。
ハードウェア デバイスはUSB Video Class 1.1 ビデオ キャプチャ デバイス、オーディオ キャプチャ デバイス、ハードウェア エンコーダーとデコーダー、ハードウェア ビデオ プロセッサをサポートする。

### その他
プロセッサのサポート
64ビット版で最大256個（32ビット版では32個）の論理プロセッサをサポートする。
表記ルールの変更
日本語版において外来語の表記ルールが内閣告示に基づき長音符を付加したものに変更された。
Windows XP Mode
これはWindows Virtual PC上で動作するライセンス認証済みのWindows XP Professional SP3の仮想マシン環境を提供するものである。Windows 7 Professional、Enterprise、Ultimateのみ無償でWindows XP Professional SP3のイメージが使用可能である。提供されるWindows XP Professional SP3のサポート期限はWindows XPに準ずる（2014年4月8日まで）。
当初、Windows Virtual PC を使用するためには、CPUが Intel VTやAMD-Vなどの仮想化支援機能に対応している必要があったが、後にこの条件は撤廃された。
主に小規模の企業や開発者がターゲットとして想定され、Windows VistaやWindows 7で正常に動作しないアプリケーションを使用できるよう救済手段として用意された。Windows Virtual PC上でOSを稼働させているが、指定アプリケーションのウィンドウのみをWindows 7デスクトップにシームレスに表示させることが可能となっている。仮想マシン上での動作のため、パフォーマンスが犠牲になっている上、DirectXがフルサポートされていないので、昔のゲームを稼働させるなどの用途には向かない。仮想ネットワークからインターネットに接続可能な状態のため、Windows Updateやセキュリティ対策は仮想OSに対しても別途行うべきである。
Windows XP Mode自体は VMware Workstation、およびVMware Player、Oracle VirtualBox などのWindows Virtual PC以外の仮想化ソフトウェアで動作させることも可能で、ライセンス上も問題ないとの見解がマイクロソフトより示されている。上記のWindows Virtual PCの動作要件を満たさない場合、この方法が有効である。ただし、Windows Virtual PCに依存する機能は、この方法では動作しない。
なお、Virtual PCにWindows XPを自力でインストールし、シームレスモードで使うことも可能である。
Windows Sensor and Location プラットフォーム
GPS や加速度計、カメラなど様々なセンサーを簡単に使用するためのものである。
光学ディスク
Windows Vistaと異なりBDに標準対応しており、OS標準にてCD・DVD・BDの読み書きに対応している。

## エディション
6つの異なるエディションが提供されており、日本国内の一般ユーザーはHome Premium、Professional、Ultimateの3つが入手可能である。
Windows Vistaではプレミアム エディションとして消費者用のHome Premiumとビジネス用のBusinessの2種類があり、双方で含まれる機能に違いがあったが、Windows 7はWindows Vistaとは異なり、上位エディションは下位エディションの全機能を備えている。
マイクロソフトによれば、どのエディションを導入していても、Windows 7の全てのエディションの機能がコンピュータ上に保存されるようになっている。利用者がさらなる機能を求めてWindows 7の上位エディションにアップグレードしたいのであれば、Windows Anytime Upgradeのアップグレード用シリアルナンバーを購入して入力することで、その購入したエディションの機能が新たに使えるようになる。マイクロソフトは2009年6月25日にWindows 7のいくつかのエディションを、2009年7月31日にWindows Anytime Upgradeとファミリーパックの価格を発表した。
欧州ではInternet Explorerを除いたエディションが用意される予定であったが、最終的に中止された。
日本ではHome Premium、Professional、Ultimateの各エディションの新規購入版とアップグレード版の2つリテール パッケージが販売されている。
Starter（スターター）
最小限の機能しか持たないエディションであり、Windows Aeroには一切対応せず、また32ビットバージョンしか提供されていない。さらに、デスクトップの壁紙とビジュアルスタイル (Windows 7 Basic) はユーザーによる変更はできない。
OEMライセンスを使用するシステムインテグレーターまたはコンピュータメーカーを通じてコンピュータ、特に画面サイズ対角10.2インチまでのネットブックにプリインストールされる形でこのエディションを入手することができる。パッケージでは販売されていない。
Home Basic（ホーム ベーシック）
アルゼンチン、ブラジル、中華人民共和国、コロンビア、インド、パキスタン、フィリピン、メキシコ、ロシア、タイ王国、トルコなどのエマージング・マーケットで入手可能である。それ以外の西欧、中欧、北アメリカ、日本、香港、オーストラリア、およびサウジアラビア等の国では入手できない。Windows Aeroの一部機能やWindows 7の新機能の一部には対応していない。また、Home Basicに限らずエマージング・マーケットで発売される全てのエディションにおいてライセンス認証に地理的な制限が加えられており、利用者はWindowsをライセンス認証するのにその地域または国で行うことが要求されている。
Home Premium（ホーム プレミアム）
Windows Media Center、Windows Aeroおよびマルチタッチ機能など家庭用に向けた製品。ネットブック向けにも出荷されている。
Professional（プロフェッショナル）
パワーユーザー(愛好家)と中小企業のユーザーをターゲットとしている。Windows 7 Home Premiumのすべての機能を含み、さらにWindows Serverドメイン (Active Directory) へ参加する機能、ターミナル サービス サーバーの操作、ロケーションアウェアー印刷、暗号化ファイルシステム、プレゼンテーションモード、ソフトウェア制限ポリシー （AppLockerなどProfessionalにない機能は利用できない）、およびWindows XP Modeなどを利用することができる。
Enterprise（エンタープライズ）
企業アプリケーションでの利用をターゲットとし、マイクロソフトとのソフトウェアアシュアランス (SA) 契約を結ぶ企業などにボリュームライセンスとして販売される。Professionalの全機能に加え、AppLocker、多言語ユーザインタフェース (MUI) パッケージ、BitLockerドライブ暗号化、Microsoft Windows Services for UNIXを利用することができる。このエディションは小売またはOEMから入手することはできず、ソフトウェアアシュアランス契約者のみに提供されるため、SAだけの利点がいくつかあり、複数の仮想機械の実行がライセンス上許可され、またボリュームライセンスキーを通じてライセンス認証が行われる仕組みとなっている。
Ultimate（アルティメット）
Windows 7 Enterpriseと同じ機能が全て含まれているが、個人用ライセンスとして家庭向けに提供されているという違いがある。Windows 7 Home PremiumおよびWindows 7 Professionalのユーザーは、望むならばWindows Anytime Upgradeを使用して、有料でWindows 7 Ultimateにアップグレードすることができる。Windows Vista Ultimateで提供されていたWindows Ultimate Extrasの機能が含まれていない。
Nエディション
マイクロソフトの欧州連合における競争法違反事件を受けて、Windows N エディションはWindows 7のHome Premium、Professional、Enterprise、Ultimateエディションのアップグレードと通常版の両方が提供されている。Nエディションは完全なバージョンからWindows Media Playerが含まれていないものである。Windows Media Playerそのものはマイクロソフトから無料でダウンロードできるため、Nエディションの価格は完全なバージョンと差は設けていない。同様にInternet Explorerを初回起動する前にユーザーにどのウェブブラウザを使いたいかという選択ダイアログが表示されるようになっている。
VLビルド
ボリュームライセンス版ではボリュームライセンスキー (VLK) と組み合わせて動作する。ボリュームライセンスキーはライセンス認証のような、インストールの総数をチェックするようなメカニズムではなく、複数台の導入で認証を行うことができるものである。

### アップグレードエディション
プロセッサのアーキテクチャ (IA-32, AMD64)、エディション、言語が同じならば、Windows Vista Service Pack 1からWindows 7へその場でアップグレードすることができる。
Windows XPからは環境の引き継ぎができず、クリーンインストールを行わなければならない。
しかし、マイクロソフトはいくつかの国において明確な根拠もないままWindows XP、Windows Vistaを問わずクリーンインストールするように薦めていたこともある。
標準アップグレード版
Windows 7のアップグレード版を利用して、適切なエディションのWindows XPとWindows Vistaから適切なエディションのWindows 7へのアップグレードがサポートされている。ただし、XPからは直接Windows 7へアップグレードすることはできない。Windows VistaにアップグレードしてからWindows 7にアップグレードするか、Windows転送ツールを利用してインストールされたプログラムからデータや設定を集めてからWindows 7をインストールし、その後全てのプログラムをインストール後、Windows転送ツールを使いプログラムのデータと設定を復元させる方法があるが、プログラムがWindows 7をサポートしていなければ、そのプログラムはインストールできないか、動作しなくなる。後者の方法では、Windows 7の新規インストールとなるので、すべてのソフトウェアの再インストールが必要となる。また、ハードウェアを変えずにそのままにするのであれば、適切なデバイスドライバを確認しておく必要もある。
標準アップグレード版 (ファミリーパック)
Windows 7にはWindows 7 Home Premiumのみにアップグレードすることができる「アップグレードファミリーパックエディション」が特定の市場のみにおいて提供されている。これは3台までのWindows Vista（Home Basic、Home Premiumエディションのみ） からWindows 7 Home Premiumエディションにアップグレードできるライセンスが与えられる。アップグレードされる各マシンには対象となるWindowsが導入されている必要がある。アメリカ合衆国では、2009年12月初めにいったん提供を中止し、その後マイクロソフトが2010年10月3日より最後かつ期間限定でファミリーパックの供給を再開するとアナウンスされた。
Windows Anytime Upgrade
Windows 7はWindows Anytime Upgradeを使用することで、利用中のWindows 7の下位エディションから上位エディションへその場でアップグレードすることができる。小売りで入手できる3つのバージョンが存在する。Windows Anytime Upgradeのファミリーパックについての計画はない。なお、Home BasicとEnterpriseからはWindows Anytime Upgradeを用いた方法でのアップグレードを行うことができない（インストールメディアからのアップグレードを行う必要がある）。また、EnterpriseからUltimateにすることはできず、その逆もできない。
Windows Anytime Upgradeを利用できる組み合わせは次の通りとなっている
- StarterからHome Premiumへ
- StarterからProfessionalへ ※
- StarterからUltimateへ ※
- Home PremiumからProfessionalへ
- Home PremiumからUltimateへ
- ProfessionalからUltimateへ ※

※を付したものは小売で扱っておらず、Microsoft Storeのみで扱っている。

### 組み込みバージョン
かつてWindows Embedded 2011と名乗っていた、Windows 7の組み込みバージョンは開発者向けに提供されている。

### 比較表
プレミアムゲームはWindows VistaのHome Premium以上で提供されたのと同じChess Titans、Mahjong Titans、Purble Placeであったが、インクボールのみWindows 7では提供されなかった。
| 提供方法                                                              | Starter                      | Home Basic                                | Home Premium                 | Professional                           | Enterprise           | Ultimate      |
| --------------------------------------------------------------------- | ---------------------------- | ----------------------------------------- | ---------------------------- | -------------------------------------- | -------------------- | ------------- |
| 提供方法                                                              | OEM                          | 新興国市場の小売またはOEMライセンス       | 小売またはOEM                | 小売、OEM、ボリュームライセンス        | ボリュームライセンス | 小売またはOEM |
| メインストリーム サポート終了日                                       | 2015年1月13日                | 2015年1月13日                             | 2015年1月13日                | 2015年1月13日                          | 2015年1月13日        | 2015年1月13日 |
| 延長サポート終了日                                                    | 2020年1月14日                | 2020年1月14日                             | 2020年1月14日                | 2020年1月14日                          | 2020年1月14日        | 2020年1月14日 |
| 延長セキュリティ更新プログラム終了日                                  | N/A                          | N/A                                       | N/A                          | 2023年1月10日                          | 2023年1月10日        | N/A           |
| 最大物理メモリ容量 (RAM) (64ビット)                                   | N/A                          | 8 GB                                      | 16 GB                        | 192 GB                                 | 192 GB               | 192 GB        |
| 最大物理メモリ容量 (RAM) (32ビット)                                   | 2 GB                         | 4 GB                                      | 4 GB                         | 4 GB                                   | 4 GB                 | 4 GB          |
| 32ビット・64ビットの存在                                              | 32ビットのみ                 | 共にあり (64ビット版のディスクは同梱せず) | 共にあり                     | 共にあり                               | 共にあり             | 共にあり      |
| CPUソケット （最大物理プロセッサ数）                                  | 1                            | 1                                         | 1                            | 2                                      | 2                    | 2             |
| バックアップと復元                                                    | ネットワークバックアップ不可 | ネットワークバックアップ不可              | ネットワークバックアップ不可 | 対応                                   | 対応                 | 対応          |
| リモートデスクトップ （遠隔でコンピュータを操作するまたはされる機能） | 操作する機能のみ             | 操作する機能のみ                          | 操作する機能のみ             | 対応                                   | 対応                 | 対応          |
| ホームグループ (作成または参加)                                       | 参加のみ                     | 参加のみ                                  | 対応                         | 対応                                   | 対応                 | 対応          |
| マルチモニター                                                        | 非対応                       | 対応                                      | 対応                         | 対応                                   | 対応                 | 対応          |
| ユーザーの切り替え                                                    | 非対応                       | 対応                                      | 対応                         | 対応                                   | 対応                 | 対応          |
| Desktop Window Manager                                                | 非対応                       | 対応                                      | 対応                         | 対応                                   | 対応                 | 対応          |
| Windows モビリティ センター                                           | 非対応                       | 対応                                      | 対応                         | 対応                                   | 対応                 | 対応          |
| ネットワーク印刷                                                      | 非対応                       | 対応                                      | 対応                         | 対応                                   | 対応                 | 対応          |
| インターネット接続共有                                                | 非対応                       | 対応                                      | 対応                         | 対応                                   | 対応                 | 対応          |
| Windows Aero                                                          | 非対応                       | 部分的                                    | 対応                         | 対応                                   | 対応                 | 対応          |
| DVDデコーダ（MPEG-2とDolby Digital）                                  | 非対応                       | 非対応                                    | 対応                         | 対応                                   | 対応                 | 対応          |
| マルチタッチ                                                          | 非対応                       | 非対応                                    | 対応                         | 対応                                   | 対応                 | 対応          |
| プレミアムゲーム                                                      | 非対応                       | 非対応                                    | 対応                         | 既定では未導入                         | 既定では未導入       | 対応          |
| Windows Media Center                                                  | 非対応                       | 非対応                                    | 対応                         | 対応                                   | 対応                 | 対応          |
| Windows Media Player リモート メディア ストリーミング                 | 非対応                       | 非対応                                    | 対応                         | 対応                                   | 対応                 | 対応          |
| ダイナミックディスク                                                  | 非対応                       | 非対応                                    | 非対応                       | 対応                                   | 対応                 | 対応          |
| 暗号化ファイルシステム                                                | 非対応                       | 非対応                                    | 非対応                       | 対応                                   | 対応                 | 対応          |
| 位置自動認識印刷                                                      | 非対応                       | 非対応                                    | 非対応                       | 対応                                   | 対応                 | 対応          |
| プレゼンテーションモード                                              | 非対応                       | 非対応                                    | 非対応                       | 対応                                   | 対応                 | 対応          |
| グループポリシー                                                      | 非対応                       | 非対応                                    | 非対応                       | 対応                                   | 対応                 | 対応          |
| オフラインファイルとフォルダリダイレクト                              | 非対応                       | 非対応                                    | 非対応                       | 対応                                   | 対応                 | 対応          |
| Windowsドメイン参加                                                   | 非対応                       | 非対応                                    | 非対応                       | 対応                                   | 対応                 | 対応          |
| Windows XP Mode                                                       | 非対応                       | 非対応                                    | 非対応                       | 対応                                   | 対応                 | 対応          |
| ソフトウェア制限ポリシー                                              | 非対応                       | 非対応                                    | 非対応                       | 対応                                   | 対応                 | 対応          |
| リモートデスクトップ上でのAero Glass                                  | 非対応                       | 非対応                                    | 非対応                       | 非対応                                 | 対応                 | 対応          |
| Windows Media Player multimedia redirection                           | 非対応                       | 非対応                                    | 非対応                       | 非対応                                 | 対応                 | 対応          |
| リモートデスクトップを越した録音                                      | 非対応                       | 非対応                                    | 非対応                       | 非対応                                 | 対応                 | 対応          |
| リモートデスクトップでのマルチモニター                                | 非対応                       | 非対応                                    | 非対応                       | 非対応                                 | 対応                 | 対応          |
| Enterprise Search Scopes:130                                          | 非対応                       | 非対応                                    | 非対応                       | 非対応                                 | 対応                 | 対応          |
| Federated Search                                                      | 非対応                       | 非対応                                    | 非対応                       | 非対応                                 | 対応                 | 対応          |
| AppLocker                                                             | 非対応                       | 非対応                                    | 非対応                       | ポリシーの作成はできるが有効にならない | 対応                 | 対応          |
| BitLockerドライブ暗号化                                               | 非対応                       | 非対応                                    | 非対応                       | 非対応                                 | 対応                 | 対応          |
| BranchCacheのDistributed Cache                                        | 非対応                       | 非対応                                    | 非対応                       | 非対応                                 | 対応                 | 対応          |
| DirectAccess                                                          | 非対応                       | 非対応                                    | 非対応                       | 非対応                                 | 対応                 | 対応          |
| UNIX ベース アプリケーション用サブシステム                            | 非対応                       | 非対応                                    | 非対応                       | 非対応                                 | 対応                 | 対応          |
| 多言語ユーザーインタフェースパック (MUI)                              | 非対応                       | 非対応                                    | 非対応                       | 非対応                                 | 対応                 | 対応          |
| Virtual Desktop Infrastructure (VDI) Enhancements:130                 | 非対応                       | 非対応                                    | 非対応                       | 非対応                                 | 対応                 | 対応          |
| バーチャルハードディスクからの起動                                    | 非対応                       | 非対応                                    | 非対応                       | 非対応                                 | 対応                 | 対応          |
|                                                                       | Starter                      | Home Basic                                | Home Premium                 | Professional                           | Enterprise           | Ultimate      |

1. 1 2 3 4  2012年2月20日の改訂までは、延長サポートの適用外だった

## サービスパック

### Service Pack 1
2010年6月24日には、一部のテスター向けにベータ版が配布され、7月12日にはTechNetにてベータ版がリリースされた。一部のテスター向けにpre-RC版を配布し、10月27日にはリリース候補版がリリースされた。
このSP1は、既にリリースされたアップデートなどのマイナー アップデートが中心になるが、Remote Desktop クライアントが刷新され RemoteFX 機能が活用できるようになるなどの一部新機能が追加された。
2011年2月4日にはWindows Server 2008 R2と共に正式にSP1開発完了の報告があった。
2月22日（米国時間）にマイクロソフト ダウンロード センターおよび Windows Update で公開された。

## コードネーム
初期の開発コードネームは「Blackcomb（ブラッコム）」であったが、のちに「Vienna（ヴィエナ）」となり、さらに「Windows 7」に改められた。本来次期クライアント用 Windows の社内開発コードネームだったものが、そのまま製品版の名称として採用された。

## サポート期間
全エディションに共通のサポート期限として、メインストリーム サポートは2015年1月13日まで、延長サポート（メインストリーム サポート終了後5年）が2020年1月14日まで設定されていた。延長サポートの終了を以て無償のセキュリティアップデートの提供が終了する。それ以降は有償の延長セキュリティ更新プログラムが2023年1月10日まで続いていた。
マイクロソフトは当初、Starter・Home Basic・Home Premium・Ultimateでは2015年1月13日のメインストリームサポート終了を以て、サポート期間を終了するとしていたが、2012年2月20日の改訂で、当初Professional・Enterpriseのビジネス向けのみエディションに限って適用としていた延長サポートを全バージョンに適用し、2020年1月14日（日本時間1月15日）までサポートすると発表した。
それ以降はChromium版Microsoft Edge、またはGoogle ChromeのいずれかをWindows 7用のブラウザとしてWindows 7にインストール済みの個人ユーザーに対して2021年7月15日（日本時間7月16日）まで特別提供（ただしOS自体のサポートはせず、代替ブラウザのみのサポート扱いとなる）、または有償の延長セキュリティ更新プログラムをProfessionalとEnterpriseに対して2023年1月10日（日本時間1月11日）まで提供する。
独立行政法人情報処理推進機構（IPA）は、延長サポートが全て終了したWindows 7のセキュリティ上の危険の可能性を指摘しており、ネットワークに接続しない単独の専用システム（スタンドアローン）にすることを呼びかけている。
サポートライフサイクル終了後は最低でも一年以上に渡って既存の重要なダウンロードや情報がマイクロソフトのホームページ上に残されるのが慣例となっており、オンラインセルフヘルプサポートと呼ばれる。例えばWindows 7の延長サポートが終了後、2021年1月13日（日本時間1月14日）までマイクロソフト公式サイトからISOイメージを入手可能だった（2025年5月現在、すでに閉鎖済み）。
当然ながらWindows 8（8.1含む）や10をインストールすることができるならそうすべきであるとされている。また、無料のWindowsFX(=LinuxFX)やUbuntu、MX Linux、Linux Mintなどの各種Linuxディストリビューションをインストールする手もある。ただし、セキュリティサポートの続いている新しいOSは動作要件も引き上げられていることが多いため、マザーボードを交換できないノート機などでは、同じマシン筐体を拡張して使い続けるには限界もある。
なお、2016年3期以降にリリースされたプロセッサ(例：第7（Kaby Lake）世代のCore iやGemini Lake世代のAtom、Ryzenなど)のサポートは行われていない。

## 旧バージョンからのアップグレード / ダウングレード / アンインストール
通常パッケージ製品のアップグレード版でのアップグレード対象製品はWindows VistaとWindows XP（SP2以降の適用が必要）の全てのエディションのみ。
Windows Vista（環境を引き継いでアップグレードする場合はSP1以降の適用が必要）からは条件（例えば、Vista Home Basic及びHome Premiumからは7 Home PremiumかUltimateへは可能だがProfessionalへは不可）によってはアップグレード インストールが可能だが、Windows XPからは直接アップグレードすることはできず、新規インストールを行わなければならない。Windows XPからアップグレード インストールしたい場合は、一度Windows Vistaにアップグレードしてから行う必要がある。また、Windows Vistaの時と同様、通常のコントロールパネルを用いた方法では旧バージョンへ戻すこと（アンインストール）はできない。また、Windows XPより前のバージョン（Windows 2000等）からはセットアップ プログラムを起動させることすらできない。どうしてもWindows 2000やWindows 98などから新規インストールを行わずに環境を引き継ぎたい場合は、最初に Windows XPにアップグレードし、さらにWindows Vistaにアップグレードして、それからWindows 7にアップグレードするという3つの手順を踏む必要がある。
Windows 7の一部下位エディションにはWindows Vistaと同様に上位エディションへのアップグレードを行う、Windows Anytime Upgrade（先述のアップグレードエディションの節参照）を用いたアップグレード方法（パッケージ版およびダウンロード版が用意されており、購入したアップグレード キーの入力だけでアップグレードできる）があるため、Windows Vistaとは違いインストールメディアを用いた通常のパッケージ版でのアップグレードはサポートされていない（Windows Vistaはインストールメディアを使ったアップグレードをサポートしていた）。そのため、インストールメディアを使って上位エディションへのアップグレードはできない。例えばインストールメディアを使用してWindows 7 Home PremiumからWindows 7 Ultimateへのアップグレードは不可能。最上位エディションである Windows 7 Ultimateにはこの機能はない。ただし、Windows 7 UltimateからWindows 7 Ultimateのように同じエディションの上書きインストールは可能。一見意味がないように見えるが、これはWindows 7搭載PCに対してアップグレード版のWindows 7を使って上位エディションにアップグレードする際に役立つインストール方法である。Windows 7アップグレード版プロダクトキーでWindows Anytime Upgradeを使ってアップグレードするとライセンス認証が行えなくなってしまう（Windows Anytime Upgradeでの上位エディションへのアップグレードはOSのアップグレードとは看做されず、新規インストール扱いになるため）。そこで、最初にWindows Anytime Upgradeを使って目的のアップグレード先のWindows 7にしてから、そのインストールメディアを使って上書きインストールすることで、ライセンス認証が可能になる。
OEM 出荷向けでの違いとして、Windows Vistaでのダウングレード権は一般向けでは前の世代の Windows XPのみであったが、Windows 7では Windows Vistaと Windows XPへのダウングレードができた。Windows XPへのダウングレード権の有効期間は Windows 7発売から18ヵ月後あるいは Windows 7 SP1リリースのいずれか早い方までだったが、Windows 7 SP1 Beta版のリリースとともに延長され、OEM版 Windows 7の提供終了までとなった。

## システム要件
メモリ・プロセッサの性能向上とともに、Windows 7によって提供される機能が増えており、他のOSに比べて高スペックを要求している。
|              | 32ビット | 64ビット |
| ------------ | --- | --- |
| プロセッサー | 1.0 GHz 以上 （ただし、Windows 8.x同様インテルの「Kaby Lake」「Gemini Lake」以降の各種マイクロアーキテクチャを用いた次世代プロセッサ、およびAMDの「Bristol Ridge」以降のマイクロアーキテクチャを用いた次世代プロセッサなどについてはWindows 10のみのサポートとなるため新規インストールできない） | 1.0 GHz 以上 （ただし、Windows 8.x同様インテルの「Kaby Lake」「Gemini Lake」以降の各種マイクロアーキテクチャを用いた次世代プロセッサ、およびAMDの「Bristol Ridge」以降のマイクロアーキテクチャを用いた次世代プロセッサなどについてはWindows 10のみのサポートとなるため新規インストールできない） |
| 物理メモリー | 1 GB 以上（2 GB 以上を推奨） | 2 GB 以上（4 GB 以上を推奨） |
| グラフィック | WDDM 1.0 以上の対応ドライバが提供されている DirectX 9.0 以上の GPU | WDDM 1.0 以上の対応ドライバが提供されている DirectX 9.0 以上の GPU |
| HDD 空き容量 | 16 GB 以上（32 GB 以上を推奨） | 20 GB 以上（40 GB 以上を推奨） |

追加の要求として以下のものがある。
- BitLockerを使用する場合はTrusted Platform Module v1.2のチップの搭載を推奨する。

## 出荷・販売本数の推移
- 2010年3月2日発表 - 発売から約3ヵ月で、9000万本販売[89]
- 2010年10月21日発表 - 発売から1年で、約2億4000万本販売。過去に発売されたマイクロソフト製OS製品の中で最速の販売ペースである[90]。
- 2011年4月22日発表 - 18か月間で、販売本数3億5000万本[91]
- 2011年9月13日発表 - 販売本数4億5000万本[92]

## 沿革
2008年
- 5月 - 開発を公式に認める。
- 10月
  - 正式名称がWindows 7に決定。
  - 下旬 - Professional Developers Conferenceの会場でPre-Beta版（ビルド 6801）を開発者向けに配布。

2009年
- 1月9日（日本では1月13日） - Beta 1（ビルド 7000）リリース。32ビット・64ビット版、英語・日本語など 5 言語版が公開された。米国サイトでは当初1月10日から2週間とされたが、のちに延長された。Windows Live ID があれば誰でもベータ テストに参加できたが日米で提供条件の説明が微妙に異なっていたため、日本語版においては使用期限が2009年8月1日までとなっていた。このベータ版は同一のプロダクト キーを用いて最大で 3 台までの PC にインストールすることが可能である。
- 2月3日 - エディションの詳細を発表。
- 2月11日 - ベータ版の一般向けダウンロードサービスを終了。なお、プロダクト キーの発行は以降も可能。
- 4月30日 - MSDN/TechNetサブスクリプション登録者向けに製品候補版（ビルド 7100）を公開。
- 5月5日（日本では5月7日） - 一般向けに製品候補版（ビルド 7100）を公開。英語・日本語など 5 言語版が公開された。ダウンロード数の制限はなく2009年6月末まで公開された。使用期限は2010年5月31日。
- 6月
  - マイクロソフトは欧州向け Windows 7には Internet Explorer をバンドルしないことを公式発表した（欧州におけるバンドル問題はマイクロソフトの欧州連合における競争法違反事件を参照）。
  - 3日 - 開発チームの公式ブログで発売日を発表。台湾で開催されたCOMPUTEXでも同様の発表が行われる。同時に Windows Vista 搭載PCからのアップグレード オプションとメーカー向けのRTM版の7月後半からの提供を発表。
  - 23日 - 開発チームの公式ブログでリテール パッケージのデザインを公開。
  - 25日 (PST) - 開発チームの公式ブログでリテール パッケージ版の価格とアップグレード プログラムの詳細を発表 。日本国内でも量販店や PC 販売メーカーがアップグレード クーポンやキャンペーンの展開を発表。日本語版の発売日は7月7日のプレス ブリーフィングで発表されることも明らかになる。

- 7月
  - 7日 - 日本国内での発売日を10月22日にすると公式発表。
  - 22日 (PST)  - 開発完了。
  - 24日 (PST)  - マイクロソフトは欧州向けのWindows 7でユーザが競合ブラウザを選択できるようにすると発表した。

- 8月
  - 6日 - 開発者向けにRTM英語版リリース。
  - 12日 - 開発者向けにRTM日本語版リリース。
  - 15日 - サブスクライバーでの提供開始。
  - 21日 - 製品候補版の一般向けダウンロード サービスを終了。なお、プロダクト キーの発行は10月21日まで可能。

- 9月1日 - ボリューム ライセンスでの提供開始。
- 10月
  - 1日 - Windows XP Modeが完成したと発表した。
  - 22日 - 午前0時に日本で DSP 版の発売が開始され、午前9時に通常版・アップグレード版の発売が開始された。

2010年
- 3月18日 - Service Pack 1 (SP1) のリリースを発表。
- 7月12日 - SP1 Beta版を提供。
- 10月
  - 22日 - Windows 7が発売1年で累計2億4千万本販売を突破した。
  - 27日 - SP1リリース候補版を提供。

2011年
- 2月
  - 9日 (PST) - SP1開発完了を正式に報告。
  - 22日 (PST) - SP1をWindows UpdateとDownload Centerに公開。

- 6月 - SP1適用済みDSP版のディスク表面に6/11の文字列（6月/2011年の意）が追加され、インストール中の不具合を解消したものが発売。

2012年
- 2月20日 - 日本マイクロソフトがホームユーザ向けエディションの延長サポート追加を発表。

2013年
- 10月31日 - Windows 8.1リテールパッケージ製品、およびDSP製品の発売に伴い、Windows 7のリテールパッケージ製品の出荷を終了した。ただしDSP製品はリテールパッケージ製品出荷終了後も当面の間は出荷が継続される。

2014年
- 1月11日 - 単品購入可能な新版DSPパッケージの販売開始。
- 10月31日 - Professionalを除くエディションのWindows 7のプリインストールPCの販売を終了。

2015年
- 1月13日（日本時間1月14日） - メインストリームサポート終了。全エディションが延長サポートへ移行。
- 8月頃 - DSP版Windows 10の販売開始に伴いDSP版の販売形態が変更。単品購入版可能なDSP版7は流通在庫のみとなり、再入荷以降はパーツ類とのバンドル販売に戻る。

2016年
- 1月12日 - Internet Explorer 11以外の従来のバージョンのInternet Explorerのサポートが終了。このため、サポートされるInternet Explorerは11のみとなる。
- 5月17日 - convenience rollup for Windows 7 SP1を提供。
- 10月31日 - DSP版Windows 7 Professional、およびWindows 7 ProfessionalプリインストールPCの無条件での販売（下記参照）を終了。

2017年
- 10月31日 - DSP版Windows 7 Professional、およびWindows 7 ProfessionalプリインストールPCの販売を終了（当初は2016年10月31日を以って販売終了と予定されていたが、法人需要が依然として根強いことを理由に、非公式にではあるが一部のBTOメーカーに限り特定の条件付きでのみ1年延長という話が広まっていた）。

2018年
- 10月31日 - 通常のWindows 7プリインストールとは別に、Windows 10のダウングレード権をあらかじめ適用して販売される形のWindows 7プリインストールPCがメーカーによっては継続されていたが、こちらも2018年10月31日をもって出荷終了となった。

2020年
- 1月14日（日本時間1月15日） - （無償の）延長サポート終了（個人ユーザーでMicrosoft EdgeをWindows 7にインストールした場合を除く）。ただし、Windows 7 Extended Security Updates（ESU）と呼ばれる新たな有償の延長セキュリティ更新プログラムを新設し、ProfessionalまたはEnterpriseを使用しているユーザーには、デバイスごとに課金され、その価格は毎年上がっていく仕組みだが、2023年1月10日まで延長セキュリティ更新プログラムが提供される。

2021年
- 5月9日 - Windows 7用に提供されていた実行モジュールのSHA-1署名が失効。
- 6月17日 - Extended Security Update (ESU)契約者以外に対するWindows Updateによるデバイスドライバなどの提供が終了。

2023年
- 1月10日（日本時間1月11日） - 有償の延長セキュリティ更新プログラムが終了。
- 1月15日（日本時間1月16日） - 個人ユーザー限定によるChromium版Microsoft Edge、またはGoogle Chromeのいずれかがインストール済みのWindows 7の特別延長サポートが終了。

## その他

### Kernel-Power 41 エラー
Windows 7以降のOS特有のトラブルで、製品版のWindows 7や8が稼動しているコンピューターが、ブルースクリーンとなり（ならない場合もある）、イベントログにソースKernel-Power、イベントID41と記録される問題が頻繁に発生することが報告されている。
この現象は、基本的には今まで検出していなかったハードウェアの問題を、OSの機能改善により検出するようになったことによる問題であり、電源ユニットやマザーボードの電圧管理機能の不安定さが原因とされている。SpeedStepやCool'n'Quietといった省電力技術を無効にする、メモリの電圧を上げる、電源容量が少ない場合は電源ユニットを適切な容量のものに変更するといった方法で、マザーボード上の電圧を適正値に固定することで改善することが報告されている。
電圧以外の理由で発生するケースも多く、その場合はハード環境やインストールされているソフトウェアなどにより対処が異なるため、原因を特定することが困難な場合が多い。
KP41病などと呼びKernel-Power 41が原因で不安定になり再起動したような説明している人もいるが、実際にはKernel-Power 41は症例であり、別の何かが原因で再起動した場合に、結果報告として後からイベントログに記録されるのである。

### Windows 8 発売以降の入手
2017年1月現在でも、Windows 7は特定の条件下に限り販売が継続中（ただしDSP版、およびOEM(メーカー製プリインストールPC)版の各Professionalのみ）の現役製品だった。パッケージ版は2013年10月末に、Professional以外のエディションのプリインストールPCは2014年10月末に、それぞれ出荷が終了したものの、その他（DSP版およびOEM版）無条件の場合については2016年10月31日まで（非公式にではあるが、特定の条件下でのみ2017年10月31日までの予定となる）継続された。しかし、2012年10月に後継商品であるWindows 8の発売が開始され、翌2013年に一般向けの販路で発売される新品PCは急速にWindows 8プリインストール機(ただし2015年9月以降はWindows 10プリインストール機)に切り替わっており、2014年9月現在の時点において、一般個人での新品のWindows 7プリインストール機（特に大手有名メーカ製）の購入は非常に困難となっていた。
2017年1月現在の時点において新品のWindows 7プリインストール機の一般個人での入手・購入は、下記のような条件（主に直販）に限られ、ハードルが高くなっていた。
- 主に法人向けとして売られているWindows 8 Pro/8.1 Pro/10 Pro のダウングレードによるWindows 7 Professionalをプリインストールした製品を、法人対象に販売しているOAディーラやPCメーカの法人対象窓口から購入する。
  - PCメーカによっては直販、および一部の大型家電量販店での法人向け機の個人での購入が可能な場合（特にレノボやNEC、HP、富士通）もある。
  - 業務用向けと見られるWindows 10 Pro のダウングレードによるWindows 7 Professionalをプリインストールした製品（NECや東芝、富士通などの一部）が、PCおよび電気製品系通販専門業者、大型家電量販店の一部に流れている。
- 一部大手PCメーカ（レノボ、デルなど）やBTOメーカ（例：エプソンダイレクト、mouse、ドスパラ、ユニットコム系など）の直販では、当初からダウングレードの対象にならない Windows 7 Home premium がインストールされた機種も販売されている。
- 構成のフルカスタマイズが可能な、部品店系パソコンショップにオーダーして購入。
- 販売店やPCメーカの旧モデルの在庫品や展示品、保証付き再整備品などのアウトレット販売（中古販売）を探す。

Windows 10 Pro（もしくはWindows 8.x Pro）プリインストール機をWindows 7 Professionalに変更することは、Windows 7 Professionalのインストールメディア（主にリテール版）およびプロダクトキーを所有していればライセンス規定上は可能であるが、PCメーカがサポートしていない場合（特に大手有名メーカー製）がほとんどであり、大手メーカー製PCに見られる独自機能として搭載されたデバイスドライバなどの入手ができない場合が大部分を占めているため、結果的に自己責任での対応となる（ダウングレードに関しては先述のシステム要件も参照）。
DSP版Windows 10 Pro（もしくはWindows 8.x Pro）の場合もOEM版と同様にプリインストールされたPCであればダウングレード権があるが、同じDSP版でも個人がOS単独で購入した場合はダウングレード権が無い。
なお入手困難となるのはあくまでBTOを除く大手PCメーカー製のWindows 7プリインストールPCの話である。2014年1月にはWindows 8と同様にパーツとの関連付けが不要でショップサポートの付かない新版DSPパッケージのWindows 7が新たに登場し、かつてのリテールパッケージ製品と同様に単品購入が可能となった。ただし2015年8月には先述の通りWindows 10の登場とともにDSP版の販売形態が見直され、Windows 7も在庫が切れ次第、従来通りパーツ類とのバンドル販売に戻り、更に2016年10月31日を以って特定の条件下を除き、DSP版Windows 7 Professional、並びにWindows 7 ProfessionalがプリインストールされたPC（OEM版）もそれぞれ販売終了となった。

### Windows XP からの乗り換え
マイクロソフト社は2014年4月9日にWindows XPのサポートを終了した。このためにマイクロソフトおよびその日本法人の日本マイクロソフトはWindows 8.1（当時、ただし2015年7月29日以降はWindows 10）への乗り換えを推奨しているが、現場から扱いづらいとの声が多数漏れており（詳細はWindows 8の項を参照）、その結果この7に乗り換える法人顧客が2014年に入って増加している。米国の調査会社 Net Applicationsによると、2020年10月時点でWindows XPのシェア率は0.87%であるが、ほぼ確実に乗り換え先はWindows 10である。